# Gresnica (Makedonszki Brod)
Gresnica (macedónul: Грешница) település Észak-Macedóniában, a Délnyugati körzet Makedonszki Brod-i járásában.

## Népesség
| Lakosok száma | 298  | 312  | 229  | 158  | 105  | 73   | 39   | 27   | 17   |
|               | 1948 | 1953 | 1961 | 1971 | 1981 | 1991 | 1994 | 2002 | 2021 |

2002-ben 27 lakosa volt, akik mindannyian macedónok.